# Vinsläktet
Vinsläktet (Vitis) är ett växtsläkte i familjen vinväxter (Vitaceae) med cirka 60–70 arter. De förekommer i den norra tempererade zonen och med några få arter i den subtropiska zonen. Flest arter förekommer i Kina och östra Nordamerika. Frukten är ett äkta bär och kallas druva eller vindruva och innehåller vanligtvis 2–4 frön, men det finns också kärnfria vindruvor. Frukten används för att göra druvsaft, gelé, vin och russin, och äts även färsk.
Arterna är klättrande buskar, oftast med flagnande bark. Klätterorganen sitter motsatt bladen. Bladen är strödda, enkla, ofta flikiga och ibland fingrade. Blommorna sitter i en grenad klase. De är femtaliga med skållikt foder och mycket små foderblad. Kronbladen är förenade i spetsen och faller av vid blomningen. Blommorna är ofta enkönade, men tvåkönade blommor förekommer. Ståndarna är fem och pistillen ensam.

## Några arter
- Vinranka (V. vinifera), den europeiska vindruvan.
- Labruskavin (V. labrusca), ger nordamerikansk bords- och druvsaft, ibland använd för att göra vin. Odlas i östra USA. Arten är ursprunget till Labrusca-gruppen av druvor, också kallade "staketdruvor".
- Doftvin (V. riparia), från Nordamerika, odlas i östra USA.
- Muskadin (V. rotundifolia), muskadin används för att göra gelé och ibland vin. Odlas i södra USA och vid Mexikanska golfen.
- Sommarvin (V. aestivalis), sorten 'Norton' används för att göra vin, odlas i östra USA.
- Frostvin (V. vulpina), odlas i östra USA.
- Kalifornisk vin (V. californica), är viktig för den kaliforniska vinindustrin på grund av dess motstånd mot vinlus (vinpest) och är anpassad till det kyliga klimatet.

Det existerar också hybrider, korsningar, mellan vinranka och labruskavin, vilka är de härdigare vindruvorna. Dessa heter alexandervin (V. ×alexanderi), men de räknas i trädgårdssammanhang vanligen till sortgruppen Labrusca-gruppen och kallas folkligt för "staketdruvor".